# Thecobathra
Thecobathra é um gênero de mariposa pertencente à família Acrolepiidae.